# Могот (станція)
Могот (рос. Могот) — станція Тиндинського регіону Далекосхідної залізниці Росії, розташована на дільниці роз'їзд Бестужево — Нерюнгрі-Пасажирська між роз'їздами Гілюй і Ріхард Зорге. Відстань до роз'їзду Бестужево — 44 км, до ст. Нерюнгрі-Пасажирська — 158 км; до транзитного пункту Тинда — 71 км.